# NASCAR-Busch-East-Series-Saison 2007

Logo der Serie

Die NASCAR-Busch-East-Series-Saison 2007 begann am 28. April 2007 auf dem Greenville-Pickens Speedway und endete am 21. September 2007 auf dem Dover International Speedway als ein Rennen im Rahmenprogramm des Nextel-Cup-Events. Der erst 17-jährige Rookie Joey Logano gewann die Fahrer-Meisterschaft.

## Rennkalender
| Datum              | Rennname                            | Rennstrecke                          | Pole-Position           | Sieger          |
| ------------------ | ----------------------------------- | ------------------------------------ | ----------------------- | --------------- |
| 28. April 2007     | Greased Lightning 150               | Greenville-Pickens Speedway          | Joey Logano             | Joey Logano     |
| 18. Mai 2007       | Minnesota 150                       | Elko Speedway                        | Sean Caisse             | Sean Caisse     |
| 20. Mai 2007       | Featherlite Coaches 200             | Iowa Speedway                        | Kevin Harvick           | Joey Logano     |
| 2. Juni 2007       | South Boston 150                    | South Boston Speedway                | Peyton Sellers          | Matt Kobyluck   |
| 8. Juni 2007       | 17th Annual TSI Harley Davidson 150 | Stafford Motor Speedway              | Sean Caisse             | Eddie Macdonald |
| 29. Juni 2007      | New England 125                     | New Hampshire International Speedway | Joey Logano             | Joey Logano     |
| 14. Juli 2007      | Pepsi Racing 100                    | Thompson International Speedway      | Sean Caisse             | Sean Caisse     |
| 22. Juli 2007      | Music City Motorplex 150            | Music City Motoplex                  | Sean Caisse             | Rogelio Lopez   |
| 28. Juli 2007      | Edge Hotel 150                      | Adirondack International Speedway    | – (Qualifying abgesagt) | Joey Logano     |
| 18. August 2007    | Mohegan Sun 200                     | Lime Rock Park                       | Matt Kobyluck           | Matt Kobyluck   |
| 25. August 2007    | Mansfield 150                       | Mansfield Motorsports Speedway       | Sean Caisse             | Sean Caisse     |
| 14. September 2007 | Aubuchon Hardware 125               | New Hampshire International Speedway | Rogelio Lopez           | Joey Logano     |
| 21. September 2007 | Dover International Speedway        | Dover International Speedway         | Jeffrey Earnhardt       | Sean Caisse     |

## Fahrergesamtwertung (Top 10)
| Platz | Fahrer            | Punkte | Starts | Siege | Top 5 | Top 10 |
| ----- | ----------------- | ------ | ------ | ----- | ----- | ------ |
| 1     | Joey Logano       | 2123   | 13     | 5     | 10    | 10     |
| 2     | Sean Caisse       | 1957   | 13     | 4     | 8     | 8      |
| 3     | Peyton Sellers    | 1862   | 13     | 0     | 4     | 9      |
| 4     | Matt Kobyluck     | 1840   | 13     | 2     | 5     | 7      |
| 5     | Jeffrey Earnhardt | 1736   | 13     | 0     | 4     | 5      |
| 6     | Mike Olsen        | 1721   | 13     | 0     | 3     | 6      |
| 7     | Rogelio Lopez     | 1671   | 13     | 1     | 5     | 5      |
| 8     | Jamie Hayes       | 1661   | 13     | 0     | 1     | 5      |
| 9     | Marc Davis        | 1654   | 13     | 0     | 4     | 6      |
| 10    | Jeff Anton        | 1630   | 13     | 0     | 1     | 4      |